# Fine Gråbøl
Fine Gråbøl (født Josefine Gråbøl i 1992) er en dansk digter og forfatter. 
Hun vandt BogForums Debutantpris 2021 for sin debutroman Ungeenheden, som blev udgivet 23. april 2021. 58 skønlitterære debutanter var indstillet til prisen, hvoraf fem blev shortlistet af juryen, inden Fine Gråbøl blev valgt til den endelige vinder.
I 2018 udkom digtsamlingen Knoglemarv Lavendel, som er skrevet af digterkollektivet BMS, hvor Gråbøl er et af medlemmerne.
Gråbøl læser litteraturvidenskab på Københavns Universitet og har en datter.
Gråbøl blev ramt af psykisk sygdom som 17-årig, da hun gik i gymnasiet. Hun var flere gange indlagt på psykiatisk afdeling på et hospital og boede efterfølgende i en periode på et bosted med døgnbemanding. Gråbøls debutroman Ungeenheden, som handler om seks unge psykisk syge på et bosted, er inspireret af hendes oplevelser i psykiatrien. Hun har forklaret, at hun var interesseret i at skrive fra socialpsykiatrien, hvor der er nogle mere langstrakte tidshorisonter, og hvor alt går langsommere.